# Mossuril (distrito)
Mossuril é um distrito da província de Nampula, em Moçambique, com sede na vila de Mossuril. Tem limite, a norte com o distrito de Nacala-a-Velha e com o município de Nacala Porto, a oeste com o distrito de Monapo, a sul e sudoeste com o distrito de Mogincual e a leste com o Oceano Índico e com o município da Ilha de Moçambique.

## Demografia
De acordo com os resultados finais do Censo de 2017, o distrito tem 174 641 habitantes numa área de 3 343 km², o que resulta numa densidade populacional de 52,2 habitantes por km².
A população registada no último censo representa um aumento de 44,5% em relação aos 119 223 habitantes contabilizados no Censo de 2007.
| 1997   | 2007    | 2017    |
| 89 457 | 119 223 | 174 641 |

## Divisão administrativa
O distrito está dividido em três postos administrativos, Lunga, Matibane e Mossuril, compostos pelas seguintes localidades:
- Posto Administrativo de Lunga:
  - Ampita
  - Lunga-Sede
  - Vida Nova
- Posto Administrativo de Matibane:
  - Chicoma-Sede
  - Nacucha
- Posto Administrativo de Mossuril:
  - Vila de Mossuril
  - Chocas Mar
  - Namitatari

## Património
Neste distrito, em Cabaceira Grande, encontra-se a igreja de Nossa Senhora dos Remédios, uma das mais antigas construções religiosas católicas africanas do hemisfério sul. Foi inicialmente edificada em 1579 e restaurada ou reparada em 1767 e 1854.